# Emilio Motta
Emilio Motta (Bellinzona, 24 ottobre 1855 – Roveredo, 18 novembre 1920) è stato uno storico e numismatico svizzero naturalizzato italiano dal 1896.

## Biografia
È considerato il padre della storiografia della Svizzera italiana. Si occupò di storia lombarda e ticinese. Nel 1879 fonda il Bollettino storico della Svizzera Italiana.